# Сянік (гміна)
Гміна Сянік (пол. Gmina Sanok) — сільська гміна у східній Польщі. Належить до Сяноцького повіту Підкарпатського воєводства.
Станом на 31 грудня 2011 у гміні проживало 17552 особи.

## Територія
Згідно з даними за 2007 рік площа гміни становила 231.38 км², у тому числі:
- орні землі: 54.00 %
- ліси: 34.00 %

Таким чином, площа гміни становить 18.89 % площі повіту.

## Села гміни
Андрушківці, Биківці, Війське, Гломча, Добра, Дубна, Заболотці, Залужжя, Костарівці, Лішна, Лодина, Ялин, Марківці, Межибрід, Мриголод, Небещани, Пакошівка, Писарівці, Половці, Прусік, Рачкова, Согорів Долішній, Согорів Горішній, Страхотина, Сторожі Малі, Сторожі Великі, Сянічок, Терепча, Тирява Сільна, Фаліївка, Чертеж, Юрівці.

## Населення
Станом на 31 грудня 2011:
| Опис     | Загалом | Загалом | Чоловіки | Чоловіки | Жінки | Жінки |
| -------- | ------- | ------- | -------- | -------- | ----- | ----- |
| одиниця  | осіб    | %       | осіб     | %        | осіб  | %     |
| все      | 17552   | 100     | 8804     | 50.16    | 8748  | 49.84 |
| міське   | 0       | 100     | 0        |          | 0     |       |
| сільське | 17552   | 100     | 8804     | 50.16    | 8748  | 49.84 |

## Історія
Об'єднана сільська гміна Сянік Сяніцького повіту Львівського воєводства утворена 1 серпня 1934 р. внаслідок об'єднання дотогочасних (збережених від Австро-Угорщини) громад сіл (гмін): Биківці, Чертеж, Дубрівка Руська, Дубрівка Польська, Долина, Фаліївка, Юрівці, Костарівці, Ялин, Вільхівці, Пакошівка, Половці, Прусік, Рачкова, Сянічок, Согорів Долішній, Согорів Горішній, Страхотина, Сторожі Малі, Сторожі Великі, Терепча, Великополе, Війське, Заболотці, Залужжя, Загірє, Загутинь, Заславє.
Після нападу 1 вересня 1939 року Третього Рейху на Польщу й початку Другої світової війни була зайнята німцями, але після вторгнення СРСР до Польщі 17 вересня 1939 року частина гміни, що знаходиться на правому, східному березі Сяну, відійшла до СРСР. 27.11.1939 постановою Верховної Ради УРСР села Биківці, Вільхівці, Війське і Залужжя в ході утворення Дрогобицької області включені до Ліського повіту. Територія ввійшла до складу утвореної 27 листопада 1939 року Дрогобицької області УРСР (обласний центр — місто Дрогобич) і утвореного 17.01.1940 Ліськівського району (районний центр — Лісько). Наприкінці червня 1941, з початком Радянсько-німецької війни, територія знову була окупована німцями. В липні 1944 року радянські війська знову оволоділи цією територією. В березні 1945 року територія віддана Польщі. Основна маса місцевого українського населення була насильно переселена в СРСР в 1944—1946 р., решта під час операції «Вісла» в 1947 р. депортована на понімецькі землі.

## Релігія
До виселення лемків у 1945 році в СРСР та депортації в 1947 році в рамках акції Вісла у селах гміни були греко-католицькі церкви парафій

### Сяніцького деканату
- парафія Вільхівці: Вільхівці, Биківці, Лішна
- парафія Гломча: Гломча, Мриголод, Лодина
- парафія Залужжя-Війське: Залужжя, Війське, Долина
- парафія Костарівці
- парафія Межибрід: Межибрід, Іловать
- парафія Прусік: Прусік, Сянічок, Половці
- парафія Сторожі Великі: Сторожі Великі, Сторожі Малі
- парафія Сянік: Сянік, Дубрівка Руська, Дубрівка Польська, Посада Вільхівська
- парафія Терепча
- парафія Тирява Сільна: Тирява Сільна, Семушова, Голучків
- парафія Чертеж: Чертеж, Заболотці
- парафія Юрівці: Юрівці, Согорів Долішній, Согорів Горішній, Фаліївка, Рачкова, Попелі
- парафія Ялин: Ялин, Пакошівка, Страхотина

### Буківського деканату
- парафія Морохів: Небещани

## Сусідні гміни
Гміна Сянік межує з такими гмінами: Березів, Бірча, Буківсько, Дидня, Загір'я, Заршин, Лісько, Тирява-Волоська.